# Eudesma
Eudesma es una género de coleóptero de la familia Zopheridae.

## Lista de especies
Las especies de este género son:
- Eudesma californica
- Eudesma undulata